# Lví tanec
Lví tanec (zjednodušené znaky:舞狮; tradiční znaky: 舞獅; pinyn: wǔshī; český přepis: Wu-š‘) je forma tradičního tance v čínské kultuře, který provádí dva vystupující v lvím kostýmu. Jeden z tanečníků manipuluje hlavou a druhý zadní částí těla. Tanec se tradičně provádí v období různých svátků a oslav, zejména v období Svátků jara (Čínský Nový rok). Může se také provádět při dalších důležitých příležitostech, jako jsou různé zahajovací akce, svatební obřady, za účelem uctění vzácných hostů či při pohřbech. Dle tradice se tanec provádí za účelem vystrašení zlých duchů a k přilákání štěstí a úspěchu.
Ačkoliv existuje mnoho regionálních forem, čínský lví tanec lze obdobně jako dračí tanec rozdělit na dvě hlavní formy, a to severní (zjednodušené znaky: 北狮; pinyn: běishī; český přepis: pej-š') a jižní (zjednodušené znaky: 南狮; pinyn: nánshī; český přepis: nan-š'). Pro severní formu tance je charakteristické že se tance účastní dva páry tanečníků, kteří představuji lva a lvici, či dokonce více párů tanečníků, reprezentující lví rodinu, kdežto jižní forma tance obvykle zahrnuje jednoho lva. Jižní forma je ve světě známější a rozšířenější.  Ačkoliv je toto dělení široce užívané a objevuje se ve většině zdrojů, je takové rozdělení poměrně zjednodušující a problematické. Některé ze zdrojů zahrnují do základních forem tance i formy jiné, například „lva se zavřenou tlamou“ (关口狮; guānkǒushī; kuan-kchou-š') a „lva s otevřenou tlamou“ (开口狮; kāikǒushī; kchaj-kchou-š').
Zejména pro vzhled jižního lva, je někdy lví tanec zaměňován s dračím tancem. Tyto dva tance lze ale poměrně snadno rozlišit – lví tanec provádí dva lidé v jednom kostýmu, dračí tanec provádí mnoho lidí, kteří manipulují s dlouhou ohebnou loutkou draka pomocí tyčí umístěných v pravidelných rozestupech po délce draka.
Lví tanec je v různých podobách součásti tradice i jiných zemí, jako Malajsie, Singapur, Vietnam, Japonsko.

## Historie
Lví tanec je součástí čínské tradice přibližně 1500 let. První zmínky lze dohledat již v období dynastie Chan. K jeho rozmachu a rozdělení do dvou forem dochází již za dynastie Tchang. Během období této dynastie byl lví tanec transportován do Japonska, kde je známý jako Shishimai. Původ této tradice je však nejistý, neboť lev se v Číně přirozeně nevyskytuje. Nejrozšířenější teorie se přiklání k tomu, že lev, a s ním tradice lvího tance, byl do Číny přivezen z Indie či Persie prostřednictvím Hedvábné stezky.

## Regionální formy

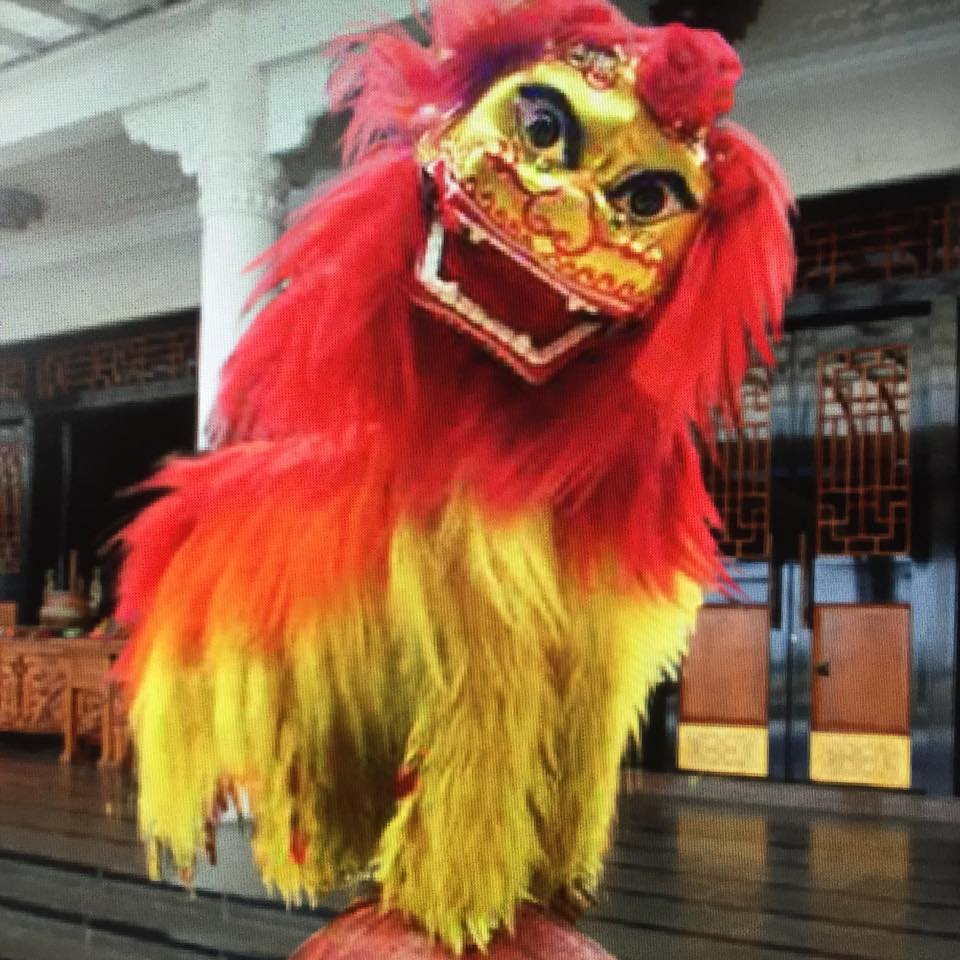
Severní, též zlatý či pekingský lev.

### Severní forma
Je též přezdívána jako zlatý lev či pekingský lev. Kostým severního lva má často žlutou či oranžovou srst a hlava lva je zlatě natřená. K odlišení pohlaví se často používá mašle na hlavě lva. Pokud je červená, reprezentuje lva a pokud zelená, reprezentuje lvici. Vzhled kostýmu také připomíná pekingské palácové psíky. V této formě jsou přítomné prvky akrobacie, tanečníci balancují na velkém míči, k tanci se také užívá vyvýšená platforma, někdy vícestupňová. Udává se, že tato forma má nejdelší historii.

### Jižní forma

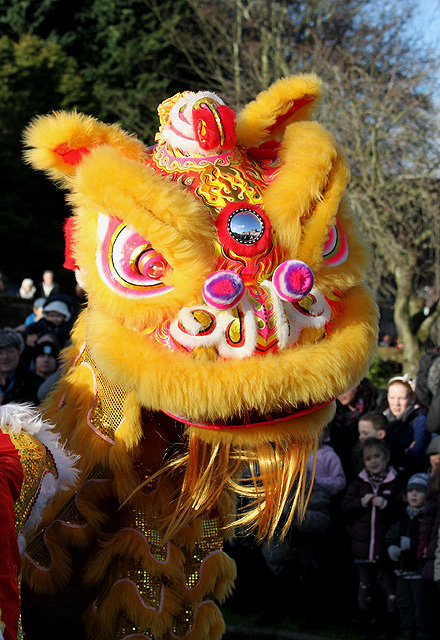
jižní lev

Tato forma tance pochází z Kuang-tungu a je nejrozšířenější formou ze všech. Označuje se také názvem "Příznivý lev" (瑞狮; ruìshī; žuej-š'). Toto označení pochází z oblíbeného příběhu z dynastie Čching, který se často vyprávěl v oblasti Fo-šan. Podle příběhu se císař Čchiang-lung ztratil se svým doprovodem v lesích, ale vyvedlo je do bezpečí podivné zvíře, které se stalo inspirací pro vzhled lva s rohem. Tato forma je úzce spojena s buddhismem. Během oslav Nového roku lvy doprovází často postava Buddhy s velkou hlavu ( zjednodušené znaky: 大头娃娃; pynin: Dàtóu wáwá). Tanečník má na hlavě masku Buddhy vyrobenou z papírmaše. Buddha zde působí jako komické rozptýlení, lva vede či dráždí, někdy interaguje s davem. Má ratanový vějíř a žluté roucho.

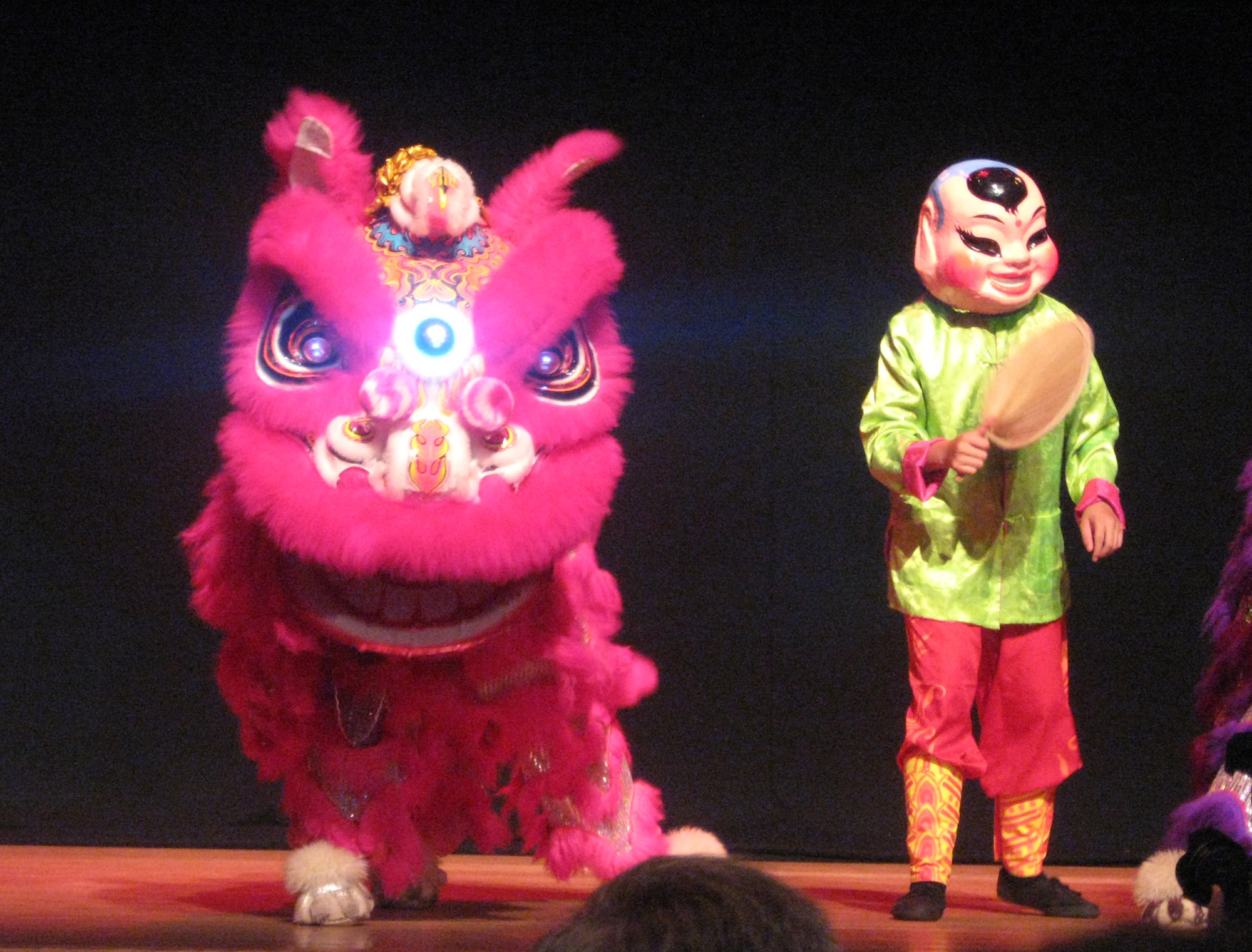
Buddha doprovázející jižního lva.

Jižní lev je spojován s legendou o Nienovi, proto má na hlavě jeden roh. Kostým jižního lva má na hlavě také zrcadlo. Dle tradice má zrcadlo sloužit k odehnání zlé energie a duchů, v případě, že by se duch do zrcadla podíval, negativní energie by se odrazila a zahnala by jej. V případě, že během vystoupení tanečníci interagují s publikem, diváci by neměli sahat na roh ani zrcadlo, je to vnímáno jako špatné znamení. Ve srovnání se severními lvy, mají delší ocas a větší hlavu. Hlava je obvykle vyrobena z papírmaše, bambusu, ratanu a syntetické kožešiny. Mezi běžné barvy jižních lvů patří červená a zlatá, ale také oranžová, černá a zelená.
Tuto formu lze dále rozdělit na dva hlavní styly dle místa jejich původu: Fo-šan, též Futsan a Che-šan, též Hoksan.
Futsan varianta je starší a tradičnější formou. Tato forma využívá ve velké míře prvky kung-fu. Lvi mají zakřivené pysky, velká čela a ostrý roh.
Hoksan varianta byla vytvořena mnohem později, v období dynastie Čching, na počátku 19. století. Maska lva má v porovnání s Futsan lvem nižší čelo a kulatější roh.

### Další formy
Zelený lev
Tato varianta je spojena s provincií Fu-ťien. Předpokládá se, že tato forma tance má svůj původ v proti-mandžuských hnutích po pádu dynastie Ming v roce 1644, které byly silné obzvláště v tomto území. Označení pro tento tanec „青狮 (qīngshī; čching-š';)“ zní stejně jako označení pro Čchingskou (mandžuskou) armádu „清师 (qīngshī; čching-š')“.
Tchajwanský lví tanec
Vyvinul se z jižní formy tance. Má také mnoho regionálních podob. Například:
Tchajpejský lev (台北狮) – hlava lva je vyrobena z papírmaše, má na sobě znak „王“ (král) a maska má nepohyblivou tlamu. Označovaný též jako "lev se zavřenou tlamou" (关口狮; guānkǒushī; kuan-kchou-š').

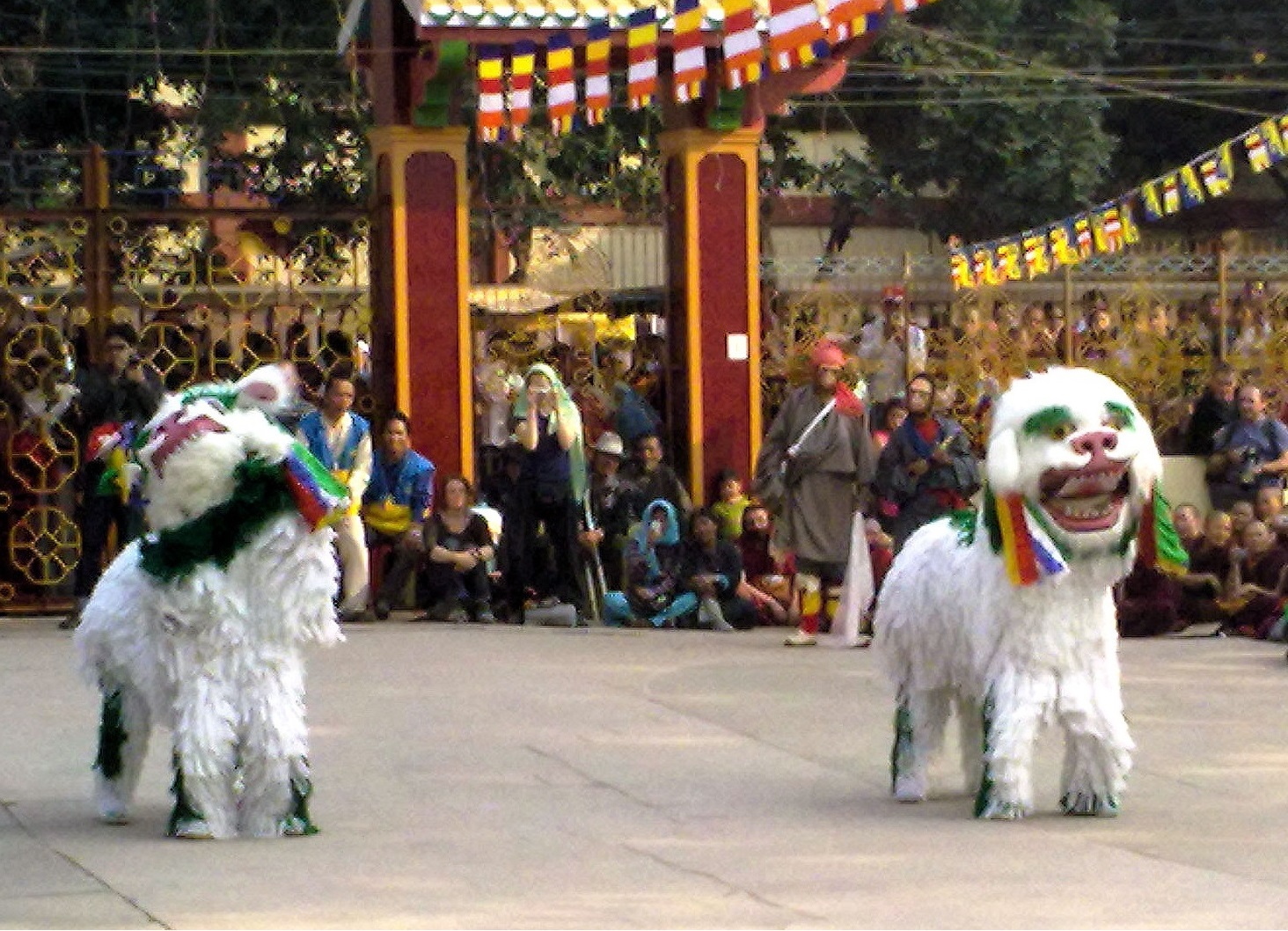
tibetský tanec sněžného lva

Jižní tchajwanský lev (南部獅) – menší varianta, často předváděna dětmi.
Hakka lev (客家狮) – lev etnika Hakka.
Tibetský lví tanec
Senggeh Garcham. Podle buddhistické víry jsou sněžní lvi považováni za dobré znamení a jsou také oficiálním symbolem Tibetu od roku 1909.

## Lví tanec během svátků

### Cchaj-čching

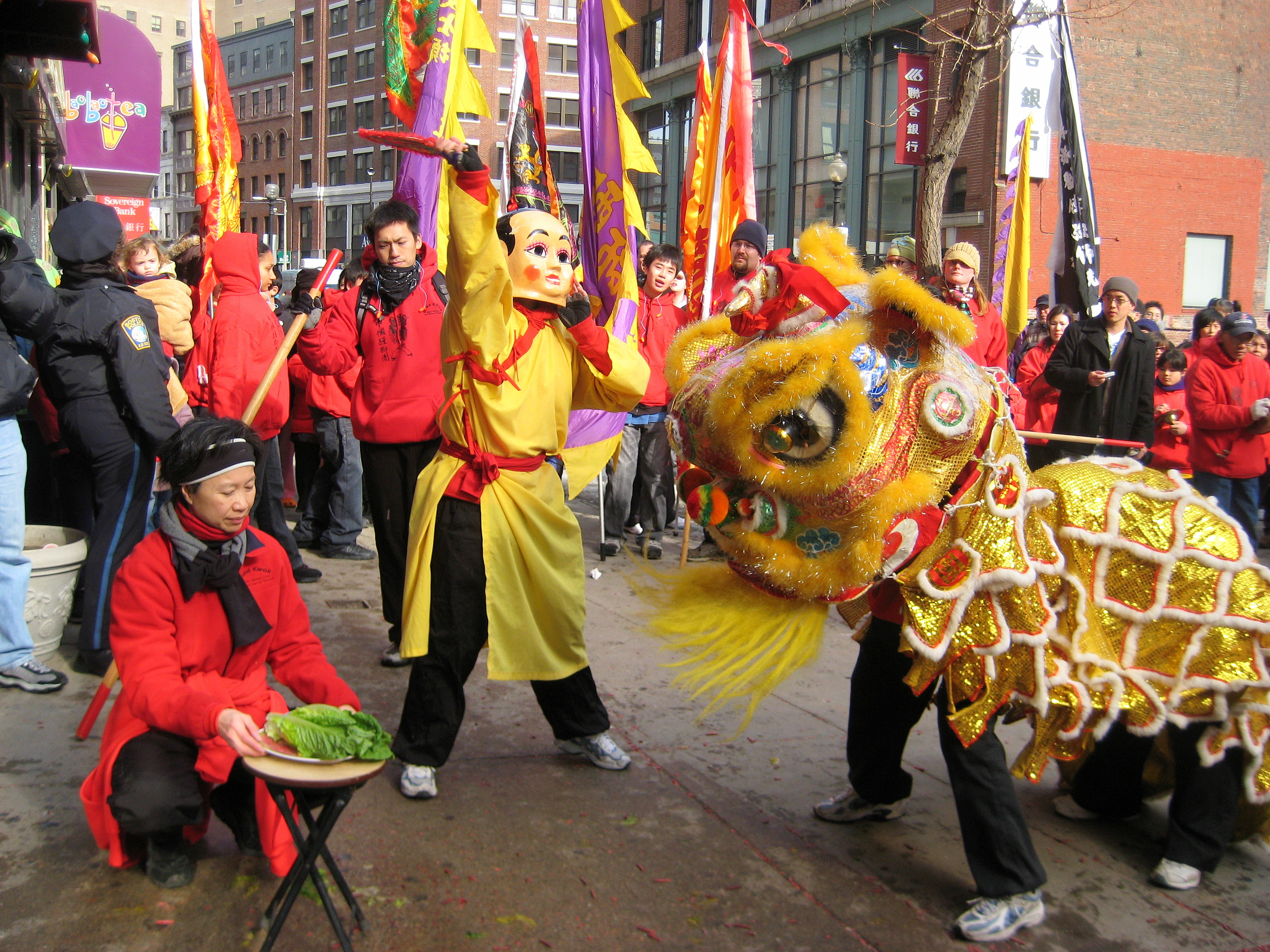
zvyk cchaj-čching

(採青; cǎiqīng; cchaj-čching; „plucking green“; „trhání zeleně“) je zvyk prováděný tanečníky především během oslav Svátků jara. Tento zvyk je spjat s jižní formou tance. Zeleň je při tomto zvyku zastoupena salátem či zelím (菜; cài; cchaj), což zní podobně, jako výraz pro bohatství v čínštině (财; cái; cchaj). Lev tedy během tohoto zvyku přijímá od lidí zeleň, následně ji přežvýká a vyplivne, čímž symbolicky šíří bohatství a štěstí. Zeleň je svázaná s červenou obálkou (红包; hóngbāo; chung-pao), prostřednictvím které se darují peníze. Zelenina je v současnosti také nahrazována množstvím alternativ, dokonce například pivem. Zelenina může být zavěšena na tyči před domácnostmi či obchody, nachystána před domem na stolech, nebo se lvovi může přímo předávat při vystoupení.

## Hudba a nástroje
Tradičně tanečníci nenásledují hudbu, ale hudebníci hrají dle jejich pohybů. Každá z nálad lva, ale i jednotlivé pohyby, má vlastní odpovídající rytmy. Vystoupení je doprovázeno čínským bubnem (堂鼓; tanggu; tchang-ku), činely a gongy. Buben reprezentuje tlukot srdce lva.

## Kostým
Maska lva se skládá z hlavy a těla. Výroba lvího kostýmu je náročná umělecko-řemeslná práce. Po významnou část historie tance byli tanečníky samotní zhotovitelé kostýmu. V současnosti je nejvíce uměleckých řemeslníků věnující se výrobě těchto masek v provincii Kuang-tung.

## Zajímavosti

### Zákazy
Čínský lví i dračí tanec byl v Indonésii za vlády prezidenta Suharta zakázán v rámci boje proti komunismu. Zákaz byl zrušen v roce 2000. Lví tanec byl v Číně odstraněn z tradice během Kulturní revoluce, protože byl vnímán jako primitivní. Lví tanec byl také zakázán v Hongkongu během 70. až 80. let, protože se jednotlivé taneční školy spojovaly s hongkongskými triádami, a v kostýmech během vystoupení ukrývaly nože, kterými se navzájem napadaly.